# Владимир Мстиславич (князь псковский)
Владимир Мстиславич (до 1178—после 1226) — князь псковский (1208—1212, 1215—1222). Сын Мстислава Ростиславича Храброго.

## Биография
Вместе со старшим братом Мстиславом Мстиславичем, по назначению дядьев Рюрика и Давыда Ростиславичей, княжил в Поросье (Триполье) и участвовал в пограничной борьбе с половцами в 1180—1190-х годах.
В 1208 г. Владимир Мстиславич занял торопецкий стол. Когда ранее изгнанные Всеволодом Большое Гнездо из Новгорода противники «Суздальской партии» перебрались во Псков, то стали агитировать горожан выбрать себе собственного князя. Был приглашён на княжение во Псков. Затем, вслед за вокняжением старшего брата Мстислава Удатного в Новгороде, с лета 1209 года получил в управление и защиту также Великие Луки. В Торопце сел княжить его брат Давыд Мстиславич.
В 1210 году братья Мстиславичи разбили литовцев при Ходыницах (д. Ходыни, вблизи р. Ловать): «…угони Литву Новгородцы в Ходыницех и избиша», говорит летописец. В 1210 провели успешный совместный поход против эстов — на Оденпе во главе объединённых псковско-новгородских сил. Впервые в практике взаимоотношений русских князей с языческими племенами руководитель похода Мстислав Удатный потребовал крещения от эстов,  восприняв тактику немецких колонизаторов, использовавших христианизацию в качестве дополнительной меры воздействия на покоряемые народы.

### Союз с тевтонами
Мстислав и Владимир Мстиславичи старались стабилизировать ситуацию на своих границах и были вынужден заключить союз с ливонскими христианами. Мир был закреплён браком дочери Владимира Мстиславича и Теодориха (Дитриха), младшего брата рижского епископа Альберта. Историк Денис Хрусталёв называет это первым русско-немецким матримониальным альянсом.
В конце 1210 года псковичи помогли немцам  в походе на эстонскую область Сонтагану в ответ на нападение эстов на подвластных ливонским рыцарям латгалов. Эти действия князя вызвали ожесточение не только у эстов, но и у псковичей, которые совсем не хотели делиться данью от эстонских областей с немецкими крестоносцами.
В феврале-марте 1211 года немцы захватили центральный город земли Сакала Вильянди, после чего эсты предприняли контрнаступление и были разбиты на Койве немцами, латгалами и ливами. После этого немцы стали главными претендентами на власть в Эстонии, а епископ Альберт назначил туда отдельного епископа Леальского — брата Теодориха.

### Изгнание из Пскова
Получив известие о победах тевтонцев в области Сакала, которая была данником Пскова, горожане не позднее весны 1211 года изгнали князя Владимира. Причиной изгнания Генрихом Латвийским называется брак дочери Владимира Мстиславича и Теодориха, младшего брата рижского епископа Альберта.
Князь-изгнанник не был принят в Пскове, но был принят в Риге. Пытался опереться на немцев, чтобы вернуть псковский стол или получить какие-то земли в Эстонии. Однако после похода Мстислава в начале 1212 г. эти планы провалились. Тогда Владимир переключился на деятельность внутри Ливонии и Латгалии, где в 1212 г. участвовал в подавлении восстания местных жителей.

### Участие в переговорах епископа рижского и князя полоцкого
После этого участвовал в переговорах епископа рижского из Ордена меченосцев с Владимиром Полоцким, у которого не получил поддержки во время изгнания. Предпосылками к переговорам являлось подчинение тевтонами территории вниз по Даугаве до замка в Герцике и изгнание от туда князя Всеволода (по одной из версий сына князя полоцкого) в 1209 году, в то время как ливы живущие по правую сторону Даугавы выше Герцике платили дань Владимиру полоцкому. С учётом изменения расстановки сил Владимир полоцкий согласился на переговоры с епископом рижским Альбертом. Владимир Мстиславович (князь псковский), изгнанный из Пскова, находился в свите рижского епископа Альберта на встрече в Герцике в 1212 г., добился предотвращения кровопролития между немцами и полочанами, которые уже готовы были вступить в битву из-за несогласия своих предводителей. Позицией Владимира полоцкого было "убедить епископа отказаться от крещения ливов, ибо это в его власти крестить их, или оставить некрещенными." Генрих Латвийский поясняет, что русские короли, покоряя оружием какой-либо народ, не заботились об обращении в христианскую веру, а требовали покорности лишь собирая подати или дань. Позицией же епископа рижского Альберта было то, что он "не отступит от проповеди, но против дани королю он не возражал". После возобновившихся мирных переговоров Владимир (князь полоцкий) сам подошёл к епископу и назвал его «духовным отцом», а он, в свою очередь, принял его, как «сына», и в результате епископ получил всю Ливонию без всякой дани, обязуясь только быть непременным союзником Владимира против литовцев и других язычников, а купцам открыть свободный путь плавания по Двине .
В благодарность за эти услуги Владимир Мстиславич получил в подарок от Альберта замок Метимне (близ совр. Валмиера) (Metimne, в рукописи Ливонской хроники может быть читаемо и Metinme, Metinine, Metimije. Пабст сближал его с Mojahn, по-латышски Muhjehne, но допускал также, что это Вольмар, по латыни Walmare, по-русски Владимирец)  и в управление, с назначением на должность фогта, Идумейскую землю (между Ригой и Венденом), которая была населена главным образом латгалами и ливами. Превратившись в рядового рыцаря-замковладельца, что его явно не удовлетворяло, в 1213 г. Владимир Мстиславич конфликтует с епископом Рацебургским Филиппом, заместителем епископа Альберта. Князь едет на Русь, но затем зимой 1214 г. возвращается в Идумею со своим семейством и дружиной. Он принимает участие в совместном походе Бертольда Венденского и леттов против литовцев во главе с князем Стексэ, которые устроили рейд по правому берегу Двины. Устроив засаду на дороге, ливонцы напали на литовцев и убили Стексэ, а прочих обратили в бегство.

### Деятельность в Ливонии
В 1214 г. епископ Рацебурга и идумейский священник Альдебрандт, воспользовавшись отъездом епископа Альберта, обвинили Владимира в корыстолюбии и мздоимстве; в ответ на это князь указал на их собственное богатство и роскошь. Тогда князь Владимир клянется отомстить обидчикам и окончательно возвращается на Русь (1215 г.), где с псковским полком в 1216 году  участвует в  походе против младших Всеволодовичей (сыновей Всеволода Большое Гнездо) во Владимиро-Суздальское княжество.
Пока Ярослав Всеволодович обеспечивал продовольственную блокаду Новгорода (многие жители которого умерли от голода), удерживая Торжок, Владимир вторгся в тверские земли — владение Ярослава, а после ухода того в Переяславль и далее на соединение с братом Юрием Всеволодовичем, прошёл в направлении Ростова, где княжил союзник смоленских князей старший Всеволодович Константин. Вместе с Константином Ростовским, старшим братом новгородским князем Мстиславом Удатным, двоюродным братом Владимиром Рюриковичем Смоленским и сыном киевского князя Всеволодом Мстиславичем Владимир одержал победу на Липице (в составе антисуздальской коалиции).
В 1216 году брат Юрия Владимирского и Ярослава Святослав осадил Ржев. У Мстислава Удатного с братом Владимиром Псковским было всего 500 человек войска; несмотря на то, они двинулись на выручку осажденного Ржева и освободили его, и Святослав бежал, не дождавшись новгородских полков, а Мстислав пошёл дальше и занял Зубцов, город Ярославов . Летописи с тех пор именовали этот город как «Ржева Володимирова». Сохранилась легенда о защитнике Ржева князе Владимире Псковском: «Каждый раз, когда враги подходили к крепостным стенам, на крутом волжском берегу на белом коне возникал безмолвный воин-князь Владимир. И каждый раз по взмаху его руки враги бежали от города. Каждую ночь князь дозором обходил свой город, и каждый вечер горожане у стены ставили новую пару сапог. Множество новых сапог износил князь, но однажды поленились горожане или забыли поставить новые княжеские сапоги… С той поры осерчал князь на своих подданных и покинул город».
В то время, как Владимир Псковский ходил на суздальских князей и участвовал в Липицкой битве, чудь внезапно напала на Псков и разорила его окрестности. В следующем 1217 году, в рамках военно-политического союза Пскова и Новгорода, Владимир Псковский отправился на них в военный поход, чтобы отомстить за это нападение. После их ответного вторжения провёл против них новый поход. Эсты на этот раз обратились за помощью к немцам, но безуспешно: Владимиру удалось удержать осаду 17 дней у Оденпе (совр. Отепя), захватить добычу 700 ногат и заключить с немцами мир, по которому те должны были оставить город (причем взял в плен своего тестя (на самом деле зятя, мужа дочери — брата епископа Буксгевдена); об этом у Н. М. Карамзина, III, пр. 174: «по сказанию Ливонского Летописца, Владимир хотел везти тестя своего во Псков, но воины Новгородские силою увели Дитриха с собою»). В 1219 году новый новгородский князь Всеволод Мстиславич (1219—1221), псковский князь Владимир Мстиславич и его сын Ярослав с псковскими и новгородскими полками отправились в очередной карательный поход, и 2 недели осаждали Кесь, но вынуждены были уйти под Псков, подвергшийся набегу литовцев. В 1220 году на Псков напали латгалы из Кукенойса во главе с рыцарями, в ответ Владимир разорил земли латгалов.
1222 год: поход 12-тысячного войска князя Владимира Псковского, Святослава Всеволодовича и новгородского князя Всеволода Юрьевича на Кесь.
1223 год: вторжение Ярослава Всеволодича и Владимира Мстиславича под Ревель с 20 тыс. воинов. После этого Владимир Мстиславич покинул Псков и ушёл в Торопец к брату Давыду. Произошёл, видимо, раздел Торопецкой вотчины Мстиславичей, в ходе которого Владимир получил её восточную часть с Ржевом, а его брат Давыд — западную с центром в Торопце . В 1225 году помогал (вместе со своим сыном Ярославом Владимировичем и с новгородским князем Ярославом Всеволодовичем во главе отряда новоторжцев) своему брату торопецкому князю Давыду Мстиславичу защищаться от семитысячного войска литовцев, и совместными усилиями разбил литву в битве под Усвятом. Давыд в этой битве погиб, а Владимир скончался вскоре после неё. В последние годы правления произошло сближение Пскова с Ливонией, приведшее к антилитовскому союзу.

## Почитание и канонизация
Мощи Владимира и Агриппины в XVII — первой половине XVIII века почивали под спудом в Успенском соборе во Ржеве, над ними была устроена деревянная резная позолоченная гробница и сень с иконостасом. В связи с розыском о церковных нестроениях в Ржеве, по указу императрицы Анны Иоанновны архиепископ Тверской и Кашинский Митрофан (Слотвинский) в 1745 году провёл расследование о праздновании памяти Владимира и Агриппины.
О результатах расследования архиерей писал: «А с которого году, и с чего, и кем то воспоминание и празнество начато, и под тою ли гробницею оный князь и княгиня погребены, и чудеса и исцеления от них кому какие были ль, о том при следствии онаго собора протопоп и протчия священнослужители показали, что не знают, и никакой летописи и записок не явилось». Архиерей запретил церковное празднование Владимира и Агриппины, гробницу разобрали.
Деканонизация святых Владимира и Агриппины, как и других тверских святых, была одним из последствий церковной реформы XVII века. Почитание деканонизированных синодальной Церковью святых сохранялось у старообрядцев.
В начале XX века по Владимиру и Агриппине в Ржеве ещё служились панихиды, архиепископ Димитрий (Самбикин) включил их имена в «Алфавитный указатель местночтимых святых Тверского края». Церковное празднование Владимира и Агриппины было возобновлено после включения их в Собор Тверских святых, празднование которому было установлено в 1979 году по инициативе архиепископа Калининского и Кашинского Алексия (Коноплёва).
Общецерковно прославлены Русской Православной Церковью (1979 год по инициативе архиеп. Алексия (Коноплёва) Калининского и Кашинского) — в Соборе Тверских святых, как «Святые благоверные князь и княгиня ржевские Владимир и Агриппина» (до 1178 — ок. 1226): память 15 июля, 23 июня, в 1-е воскресенье после 29 июня. Княжеские мощи в XVII — 1-й пол. XVIII в. почивали под спудом в Успенском соборе в Ржеве, над ними была устроена деревянная резная позолоченная гробница и сень с иконостасом, возведенная в 1716 г. на средства Л. И. Челищева. На гробнице находилась икона с изображением Владимира и Агриппины — вклад ржевского воеводы стольника С. Ф. Обернибесова.

### Иконография
Святые князь Владимир и княгиня Агриппина согласно традиции на иконах изображаются в паре, предстоящими в молении облачному Спасу, обе руки сложены в молитвенном жесте, с сиянием около их голов и с надписями: «благоверный князь Владиміръ Ржевскій», «благоверная княгиня Огрипена». Князь Владимир с открытой головою, вьющиеся волосы спускаются на плечи, борода недлинная, поверх нижнего платья в красной ферязи, подбитой мехом; на княгине Агриппине надет красного же цвета плащ, голова покрыта белым платком, обернутым вокруг шеи; нижняя часть у них одежда зелёного цвета и как та, так и другая разделаны золотом; внизу представлены цветы и деревья.

## Семья
По сведениям Генриха Латвийского, нашедшим отражение у Соловьёва С. М., дочь Владимира с 1212 года была замужем за Дитрихом (братом рижского епископа Альберта). По версии Л. Войтовича , Владимир сам был женат на дочери упомянутого Дитриха Буксгевдена (по церковно-агиографическому преданию: Агриппина Ржевская, княгиня). Причем, достоверные источники, где упомянут брак обеих (как «дочери Дитриха», так и «дочери Владимира»), — пока не известны.
Дочь:
- дочь, замужем за Теодорихом (Дитрихом) Буксгевденом, младшим братом основателя Риги архиепископа Альберта Буксгевдена.

Сын:
- Ярослав Владимирович (князь псковский) († ок. 1245).

Внуки:
- Единственный сын Ярослава Владимировича — Иван, удельный князь великолуцкий (См.: Коган В. М., Домбровский-Шалагин В. И.).